# Felicia Browne
Felicia Mary Browne (Weston Green, comtat de Surrey, 18 de febrer del 1904 - Tardienta, Aragó, 25 d'agost del 1936), fou una artista anglesa que esdevingué la primera voluntària britànica a morir en la Guerra Civil espanyola.
Felicia Browne era filla de l'actriu Edith Johnston. Estudià a l'Escola d'Art St John's Wood i a la Slade School of Art.
Era militant del Partit Comunista de la Gran Bretanya i membre de l'Artists' International Association. El 1934 va guanyar un premi pel seu disseny de la medalla commemorativa del congrés de les Trade Union que recordava el centenari dels "màrtirs de Tolpuddle".
El juliol del 1936, Browne s'embarcà per a fer un viatge de vacances per França i Espanya, acompanyada per la seva amiga Edith Bone, una fotògrafa d'esquerres. Llur objectiu era arribar a Barcelona a temps per viure l'Olimpíada Popular (la resposta de l'esquerra europea als Jocs Olímpics de Berlín de 1936 del règim nazi). Tanmateix, arribaren poc abans de la revolta militar contra la Segona República Espanyola i es veieren envoltades per l'onada de violència que es desfermà a la capital catalana a partir del dia 19 de juliol.
Malgrat les consideracions en contra d'amics i companys del Partit Comunista de la Gran Bretanya, Felicia s'uní a les milícies comunistes que s'organitzaven a Barcelona, el dia 3 d'agost. El 25 d'agost, moria a Tardienta, al front de l'Aragó, en intentar ajudar un camarada italià, formant part d'un escamot de milicians que tractaven de dinamitar un tren carregat de municions pels franquistes i van caure en un parany.
La seva amiga i col·lega Nan Youngman, que resultà molt afectada per la seva mort, li organitzà una exposició memorial l'octubre del 1936.
Un germà seu, William (Billy), també fou donat per desaparegut i probablement mort, durant la Guerra Civil espanyola, el 1939.